# 大安水蓑衣
大安水蓑衣（學名：Hygrophila pogonocalyx；拉丁語：pogon = 髯毛，calyx = 花萼），又稱毛萼水蓑衣，為爵床科水蓑衣屬的多年生水生挺水植物，為台灣特有種。本種在1917年由島田彌市採得，最初描述是由早田文藏於1920年發表。本種的苞片、花萼、粗糙的葉片均有密毛，葉片較其他水蓑衣屬植物來的寬大。開紫花，花期為9月至2月，蒴果橢圓線形。
由於棲息地受到人為的大肆破壞，本種瀕臨滅絕，目前僅剩分布於台灣的臺中市大安區、清水區以及龍井區，而在苗栗縣與彰化縣的族群已不復蹤跡。野生族群估計少於1000株。已知僅有大安的族群可結實，清水與龍井的兩處植株受限於數量過少，而有自交繁殖的傾向。大安水蓑衣很容易以扦插大量無性生殖，反而是因著野生族群驟減而面臨遺傳歧異性下降，族群對於環境的適應力勢必更加仰賴有性生殖。目前在台灣一些零星地區有人為放養的族群。

## 外部連結
- （繁體中文） 台灣農委會自然資源與生態資料庫
- （繁體中文） 大安水蓑衣的標本，林業試驗所植物標本館的館藏[永久]
- （繁體中文） 台北植物園學習資源網[永久]
- （繁體中文） 生態池賞大安水蓑衣
- （繁體中文） 菜園旁的大安水蓑衣 （页面存档备份，存于）